# Калусахачи
Калусахачи  (на английски: Caloosahatchee River) е река на югозападното крайбрежие на щата Флорида в Съединените американски щати, дълга около 67 mi (108 km).
Тя отводнява районите в северния край на Евърглейдс, източно от Форт Майърс. Важно звено от Окичоби Уотъруей и за човешката дейност по вътрешния воден транспорт на Южна Флорида, реката образува естуари по протежение на цялото си течение и става обект на усилия за възстановяване и поддържане на Евърглейдс.

## Описание
Реката извира от езерото Хикпочи, в югоизточната част на окръг Глейдс, на около 10 mi (16 km) на запад от Клуистън. Тя тече на запад-югозапад покрай Лабел, където прелива, формирайки естуар на 25 mi (40 km) по течението. Той се разширява с наближаването към залива, преминавайки през Форт Майърс и Кейп Коръл, и навлиза в Мексиканския залив, на 10 mi (16 km) югозападно от Форт Майърс в Сан Карлос Бей, защитен от остров Санибел.
Дългия 5 mi (8 km) канал Калусахачи, свързващ езерото Хикпочи с езерото Окичоби позволява непрекъсната навигация от Калузахатчи до водната система на Окичоби; маркирайки изолирани очастъци по основния воден път. През 2013 г. силни дъждове в Южна Флорида води до висок приток на води в езерото Окичоби; повишавайки нивото на водата в езерото, принуди инженерния корпус на армията на САЩ да освободи на големи количества замърсена вода от езерото чрез река Санта Лусия на изток и Калусахачи на запад. По този начин, нормалната комбинация от сладка и солена вода в устието бе заменена от потока от замърсена питейна вода, водейки до екологични щети.
В края на 19 век, дренирането и канализирането на реката, както и изкуствената връзка с езерото Окичоби позволява използването на водата за градски и селскостопански цели, което от своя страна значително променя хидрологията на реката. В резултат на това, обемът и срока на изливащата се в естуара вода са съществено променени. Последните програми от страна на държавата са опит да се определи минималните нива на потока в реката и в частност да помогне за възстановяването на водоснабдяването на Евърглейдс. Федералният резерват за ламантин е създаден в устието на реката при залива Сан Карлос, близо до Форт Майърс.